# Progymnasmata
 (juillet 2025).
Progymnasmata (ou progumnasmata, en grec ancien προγυμνάσματα, au singulier προγύμνασμα) est un mot qui signifie « exercices préparatoires ». Le mot γυμνάσματα (« gumnasmata ») désignait au sens propre les exercices physiques des gymnastes, et on retrouve ce terme dans le domaine de la rhétorique — où les « γυμνάσματα » étaient les « déclamations », c'est-à-dire les discours à sujet fictif que l'on composait et prononçait à titre d'exercices — à côté du mot προγυμνάσματα (« progumnasmata ») qui renvoyait à la forme scolaire des « gumnasmata », exercices d'abord rudimentaires, puis de plus en plus élaborés, que les grammatikoi et les rhêtores donnaient à leurs élèves. Ce fut, entre l'Antiquité et la Renaissance, un élément très important de l'enseignement de tradition gréco-latine fondé sur la rhétorique.

## Programme
Les progymnasmata étaient classiquement organisés en quatorze formes de discours[réf. nécessaire] plus ou moins difficiles à maîtriser, qui étaient donc introduites successivement dans le parcours scolaire, et leur liste ordonnée représente la progression typique dans l'enseignement élémentaire de la rhétorique :
1. la fable (μῦθος / muthos) : le modèle classique proposé aux jeunes élèves était les Fables d'Ésope, qu'il s'agissait d'amplifier (par exemple en introduisant du dialogue) ou d'imiter ;
2. le récit (διήγημα / diéguéma) : il s'agissait de raconter dans les règles une histoire en général empruntée à la tradition littéraire, en n'omettant aucun des éléments d'une narration claire et précise, ou en s'imposant des contraintes comme la rupture avec l'ordre chronologique, etc. ;
3. l'anecdote (χρεία / chréia) : c'est la présentation et la mise en forme développée d'un propos ou d'une action remarquable que la tradition attribuait à un personnage ;
4. la maxime (γνώμη / gnomé) : c'est une forme proche de la précédente, mais on part d'une maxime (sentence, proverbe) remarquable qui n'est pas spécialement attribuée à un personnage précis ;
5. la réfutation (ἀνασκευή / anaskeué) : il s'agissait en général de s'en prendre à une histoire traditionnelle en développant toutes les raisons de ne pas y croire (développement argumentatif correspondant à une partie typique de discours judiciaire) ;
6. la confirmation (κατασκευή / kataskeué) : c'est l'opposé de l'exercice précédent, développer toutes les raisons qui peuvent faire croire en la véracité d'un récit traditionnel ;
7. le lieu commun (κοινὸς τόπος / koinos topos) : il s'agissait d'un développement moral sur une vertu ou un vice, le plus souvent un vice (le vol, le mensonge, l'adultère, etc.) ;
8. l'éloge (ἐγκώμιον / enkémion) : c'est l'exposé des qualités qui font l'excellence, soit d'une personne, soit d'un animal, soit d'une chose, soit d'une réalité plus ou moins abstraite, etc. (ex. : éloge de Socrate, ou du cheval, ou de l'hiver...) ;
9. le blâme, ou invective (ψόγος / psogos) : c'est l'exposé de tous les défauts qui doivent conduire à détester quelqu'un ou quelque chose (mais à la différence du lieu commun on ne traite pas du vice en soi) ;
10. la comparaison (σύγκρισις / sunkrisis) : il s'agissait de la mise en parallèle de deux personnes ou de deux choses (exemples canoniques : Achille et Hector, ou Démosthène et Cicéron, ou Alexandre et César), en empruntant aux procédés des deux catégories précédentes ;
11. l'éthopée (ἠθοποιία / héthopoiia), ou prosopopée (προσωποποιία) : il s'agissait en général d'une tirade attribuée à un personnage dans telle ou telle circonstance de sa vie, développement de forme dramatique (ex. : réponse d'Hercule à Eurysthée quand celui-ci lui impose ses travaux) ;
12. la description (ἔκφρασις / ekphrasis) : il s'agissait de rendre par le discours une personne ou une chose clairement présente devant les yeux de l'auditoire ;
13. la thèse (θέσις / thésis) : c'est l'examen méthodique d'une question (philosophique, politique, morale) d'ordre général (ex. : « Faut-il entourer la cité de murs ? », ou « Faut-il se marier ? », ou « Le ciel est-il sphérique? »), à distinguer de l'hypothèse, qui porte sur une personne ou une situation précise ;
14. la proposition de loi (νόμου εἰσφορά / nomou eisphora) : elle pouvait aussi consister à s'opposer à une proposition de sens inverse (ex. : « Doit-on autoriser un mari à tuer l'amant de sa femme s'il les prend sur le fait? »).

## Auteurs
Les rhéteurs grecs auxquels on attribue des recueils (ou manuels) de progymnasmata sont notamment, dans l'Antiquité, Ælius Théon, Hermogène (attribution douteuse), Libanios, Aphthonios, Nicolas le Rhéteur (dont l'œuvre est mêlée par la tradition à celle de Libanios), et à l'époque byzantine Jean Géomètre, Nicéphore Basilakès, Nicéphore Grégoras. En latin, on en conserve un recueil attribué faussement à Quintilien (« Pseudo-Quintilien »).

### LesprogymnasmataauXXIesiècle
L’universitaire Pierre Chiron, spécialiste de rhétorique ancienne, a rédigé en 2018 un petit livre intitulé Manuel de rhétorique. Comment faire de l’élève un citoyen, dans lequel les exercices proposés par les progymnasmata sont analysés en détail. En 2022, il développe également une réflexion sur l'usage des progymnasmata pour lutter contre l'« hystérisation des débats » dans la sphère publique.

#### Traductions
- (en + grc) Craig A. Gibson (Translation with an Introduction and Notes), Libanius’s Progymnasmata: Model Exercises in Greek Prose Composition and Rhetoric, Atlanta, GA, Society of Biblical Literature, 2008, xxv + 572 p. (ISBN 978-1-589-83360-9, présentation en ligne)La présentation en ligne est en italien.

#### Études
- Pierre Chiron, Manuel de rhétorique ou Comment faire de l’élève un citoyen, Paris, Les Belles Lettres, 2023 (1re éd. 2018), 216 p. (ISBN 978-2-251-44833-6)
- (fr + en) Pierre Chiron, Benoît Sans (Dir.), Les Progymnasmata en pratique, de l'Antiquité à nos jours / Practicing the Progymnasmata from ancient times to present days, Paris, Rue d'Ulm, 2020, 552 p. (ISBN 978-2-728-80676-8, présentation en ligne)
- Pierre Chiron, « Les progymnasmata : un lent et long remède contre l’hystérisation des débats ? », Savoirs en lien, no 1,‎ 15 décembre 2022 (ISSN 2968-0263, lire en ligne)
- Laurent Pernot, La Rhétorique dans l'Antiquité, Paris, Le Livre de Poche, coll. « Références - Inédit », 2000, 351 p. (ISBN 978-2-253-90553-0), p. 194 - 199 ; 284 - 285